# مایکل لورنز (بازیکن فوتبال)
مایکل لورنز (انگلیسی: Michael Lorenz؛ زادهٔ ۱۱ ژانویهٔ ۱۹۷۹) بازیکن فوتبال اهل آلمان است.
از باشگاه‌هایی که در آن بازی کرده‌است می‌توان به باشگاه فوتبال پادربورن، باشگاه فوتبال اوردینگن ۰۵، باشگاه فوتبال دینامو برلینر، و باشگاه فوتبال روت‌وایس اسن اشاره کرد.